# Мансфельдский диалект
Ма́нсфельдский диале́кт (нем. Mansfeldisch) — диалект немецкого языка, относящийся к региону Хетштедт-Мансфельд и Айслебен. Является восточно-тюрингским диалектом на нижненемецком субстрате.
В мансфельдском диалекте можно выделить следующие отличительные особенности. Название населённого пункта Helbra (Хельбра) в диалекте будет иметь вид Helwer или Hälwer. Слово Hälwer является прототипом названия (или первоначальным названием), от которого произошло современное. Умлаут a вместо e используется всегда. Слова типа runter, herauf и hinauf имеют вид runger, roff и noff. Так, предложение Kommst Du mal runter? будет иметь вид: Kämmeste moal runger? Очевидно сходство с северо-тюрингским диалектом. Глагол haben в произношении слышится как hammse, однако, учитывая что это верхнесаксонское влияние, следует за истинно мансфельдский принимать вариант hawwense.